# Onychoserica brevifoliata
Onychoserica brevifoliata är en skalbaggsart som beskrevs av Louis Burgeon 1947. Onychoserica brevifoliata ingår i släktet Onychoserica och familjen Melolonthidae. Inga underarter finns listade i Catalogue of Life.